# Shot clock
Une shot clock (traduit en français par chronomètre des tirs et précédemment horloge des 24 (ou 30) secondes) est un chronomètre utilisé dans certains sports pour augmenter le rythme du jeu. On associe généralement cette dernière au basket-ball, mais elle est également utilisée dans d'autres sports tels le snooker, la crosse, le water-polo, korfbal et le bowling. Elle est semblable à la play clock (en) utilisée au football américain et canadien.
Au basket-ball, la shot clock est un minuteur destiné à augmenter le rythme de jeu (et, par conséquent, le nombre de points) en forçant l'équipe offensive à tenter d'inscrire un panier avant la fin du temps imparti par le minuteur. Si l'équipe offensive dépasse ce temps, le ballon est remis à l'équipe adverse. La tentative de panier est définie comme le moment où le ballon quitte la main du joueur pour entrer dans le filet ou, au minimum, en toucher le tour. Ainsi, l'équipe est en règle si le ballon quitte la main du joueur avant la fin du temps donné par la shot clock. Le temps du minuteur varie entre 24 et 35 secondes selon l'époque, le niveau de jeu et la ligue impliqués.
En cas de rebond offensif, le temps pour tirer repart à 14 secondes. Cette règle déjà adoptée dans les compétitions FIBA, WNBA et G-League est adoptée à son tour par la NBA (qui précédemment repartait pour un cyle de 24 secondes) à compter de la saison 2018-2019.

## Durée desshot clock
Durée des shot clock au basketball
| Organisation                             | Durée                                         |
| ---------------------------------------- | --------------------------------------------- |
| NBA                                      | 24 secondes                                   |
| WNBA                                     | 24 secondes                                   |
| CIS                                      | 24 secondes                                   |
| NCAA Men                                 | 30 secondes                                   |
| NCAA Women                               | 30 secondes                                   |
| NFHS (en)                                | 35/30 secondes (certains États seulement)     |
| Fédération internationale de basket-ball | 24 secondes 12 secondes (basket-ball à trois) |

Durée dans d'autres sports
| Sport      | Organisation      | Durée                                                                              |
| ---------- | ----------------- | ---------------------------------------------------------------------------------- |
| Crosse     | MLL               | 60 secondes                                                                        |
| Crosse     | NLL               | 30 secondes                                                                        |
| Ringuette  | N/A               | 30 secondes                                                                        |
| Water-polo | FINA              | 30 secondes                                                                        |
| Bowling    | PBA (en)          | 25 secondes                                                                        |
| Snooker    | Snooker Shoot-Out | 15 secondes (pour les premières cinq minutes) 10 secondes (dernières cinq minutes) |